# Карталон (син Малха)
Карталон (пун. 𐤒𐤓‬𐤕‬𐤇‬𐤋‬𐤑; д/н — бл. 539 до н. е.) — державний і релігійний діяч Карфагену.

## Життєпис
Син Малха, рабімаханата карфагенського війська. Ймовірно був верховним жерцем Мелькарта в Карфагені. Після перемог у 550-х роках до н. е. батька на Сицилії, призначений фактичним правителем Карфагену Ганноном посланцем до Тіру для передачі десятої частини захопленої військової здобичі до скарбниці храму Мелькарта. Малх за час відсутності Карталона зазнав нищівної поразки на Сардинії, за що 240 року до н. е. був засуджений ашаратом на до вигнання.
У відповідь Малх взяв в облогу Карфаген. В цей час Карталон повернувся з Фінікії. Малх велів йому прибути в свій табір, але той відповів, що «має намір спочатку виконати обов'язки, що накладаються на нього релігією, а не синівський обов'язок приватної особи». Малх, щоб не допустити публічного приниження віри, був змушений дозволити синові увійти в місто. Через кілька днів Карталон, одягнений в багате жрецьке вбрання, з'явився до батька і від імені народу став просити пропусти обози з харчами до міста. У відповідь Малх наказав схопити сина та розп'яти того на хресті. За цим було страчено ашарат на чолі із Ганноном. На нетривалий час Малх захопив владу в державі.